# Helmut Schiffer
Helmut Schiffer (* 14. August 1928; † November 2022) war ein deutscher Fußballspieler. Der Torhüter absolvierte von 1953 bis 1961 bei Alemannia Aachen 206 Ligaspiele in der damals erstklassigen Fußball-Oberliga West.

## Laufbahn

### Alemannia Aachen, 1953 bis 1961
Mit dem Stolberger SV – zuvor hatte er die Stationen VfB Vicht und 1948/49 eine Runde bei der SG Düren 99 – gelang dem Torhüter in der Saison 1951/52 der Aufstieg in die Landesliga Mittelrhein. Nach einer Runde Wettkampferfahrung in der damals höchsten Liga im Amateurfußball, schloss sich Schiffer zur Runde 1953/54 dem Oberligisten Alemannia Aachen an und wurde damit Vertragsfußballer. Durch die vorhandene Konkurrenz der Mitstreiter um den Platz im Tor der Schwarz-Gelben, Willi Schellberg und Wilfried Heinrichs, kam der Mann aus Stolberg erst am 18. Spieltag, den 3. Januar 1954, unter Trainer Hermann Lindemann zu seinem Debüt in der Oberliga West. Auf dem Tivoli gelang Alemannia ein 4:2-Heimerfolg gegen den 1. FC Köln. Es folgten für den Ex-Amateur noch neun weitere Ligaspiele und Aachen beendete auf dem neunten Rang die Runde.
Ab seinem zweiten Spieljahr, 1954/55, war Schiffer aber die unumstrittene Nummer eins im Tor der „Kartoffelkäfer“. In den drei Runden 1955/56 bis 1957/58 bestritt der Torhüter in Folge alle 90 Ligaspiele der Elf vom Tivoli. In seiner dritten Saison, 1955/56, verpasste er mit seinen Mannschaftskameraden nur denkbar knapp den Einzug in die Endrunde um die deutsche Fußballmeisterschaft. Am letzten Oberligaspieltag, den 29. April 1956, verpasste die Mannschaft von Trainer Georg Knöpfle beim Heimspiel gegen den 14. der Tabelle, Westfalia Herne, vor 18.000 Zuschauern mit einem 0:0-Remis den Einzug in die Endrunde. Hans Tilkowski demonstrierte sein herausragendes Torhütertalent und war Mitgarant des Überraschungserfolges der Mannschaft von Trainer Fritz Langner. Da zu gleicher Zeit der FC Schalke 04 sein Auswärtsspiel bei Preußen Münster mit 1:0 Toren gewann, kamen die „Knappen“ zum Punktgleichstand mit Aachen und zogen mit dem besseren Torverhältnis an der Alemannia vorbei zur Vizemeisterschaft. Neben Schiffer waren in dieser Erfolgsrunde auch noch Hans Coenen, Willi Krämer und Matthias Rossbach in allen 30 Spielen am Ball.
Im Jahr der Fußballweltmeisterschaft 1958 in Schweden, 1957/58, legten Schiffer und Kollegen mit 18:0 Punkten einen überragenden Start hin und konnten nach 15 Spieltagen mit 23:7 Punkten die Herbstmeisterschaft feiern. In der Rückrunde zogen aber Schalke 04 und der 1. FC Köln noch an Aachen vorbei und damit mussten sich die Knöpfle-Schützlinge zum zweiten Mal mit Rang drei begnügen. Der Aachener Keeper wurde nach dieser Runde zum besten Torhüter in der Oberliga West gekürt. Unter den Trainern Béla Sárosi und Helmut Kronsbein konnte aber in den nächsten Runden nicht mehr um die Spitzenplätze gekämpft werden. Für Aachen reichte es von 1959 bis 1961 nur noch zu Mittelfeldplätzen. Sein letztes Oberligaspiel absolvierte der Torhüter am 23. April 1961 beim 4:3-Heimsieg gegen Rot-Weiß Oberhausen.
Im Sommer 1961 beendete Schiffer nach 206 Einsätzen in der Oberliga West seine Vertragsspielerlaufbahn und die Alemannia setzte auf Vladimir Beara als sein Nachfolger im Tor. Trotz der weiteren Neuzugänge mit Branko Zebec und Hans Löring kam für Aachen 1961/62 aber lediglich der 11. Platz heraus.
Schiffer starb im November 2022.